# De Buitenmolen
De Buitenmolen is een torenmolen in Zevenaar in de Nederlandse provincie Gelderland. De molen wordt wekelijks door een vrijwillig molenaar in bedrijf gesteld.
Al in 1447 wordt in Zevenaar een molen vermeld. Uit bouwhistorisch onderzoek is echter gebleken dat de huidige molen na 1549 gebouwd moet zijn. Daarmee is niet deze torenmolen, maar De Grafelijke Korenmolen in Zeddam de oudste nog bestaande windmolen in Nederland. De Buitenmolen was de banmolen van het ambt Liemers. De stad Zevenaar had een eigen banmolen, de Binnenmolen. In 1816 kwamen beide molens in eigendom van het Nederlandse Domeinbestuur. De Buitenmolen werd in 1865 verkocht aan de molenaar Jacobus van der Grinten. Oorspronkelijk zat buiten aan de molen de trap naar de zolders en werd ook buiten bij de trap het maalgoed geluid. De deuren bij de trap zijn nu ramen. Boven de ingang zat een houten plankier. Het oorspronkelijke uiterlijk van de molen als binnenkruier verdween in de loop der tijd. Zo kreeg de molen een staart en werd de buitenroede uitgerust met zelfzwichting. Rond 1930 werden staart en wiekenkruis verwijderd en werd de molen een motormaalderij, die in 1955 werd stilgelegd. Voor de motormaalderij werden de dikke muren uitgehakt en werden in 1934 stalen vloerbalken aangebracht. In 1966 droeg de heer F.T.H. Korthaus De Buitenmolen over aan de gemeente Zevenaar, die in 1969 en 1970 de molen liet restaureren. De kap is bedekt met schaliën. In 2002 vond er andermaal een restauratie plaats en werd de 9,20 meter lange, houten bovenas vervangen door een nieuwe, eikenhouten bovenas. Ook werd het voorkeuvelens vernieuwd en werden de roeden vervangen.
De torenmolen heeft stalen roeden met een lengte van 24,40 meter. Ze zijn door molenmakerij Vaags gemaakt in 2002. De binnenroede heeft nummer 71 en de buitenroede nummer 70. De roeden zijn voorzien van het Oudhollands hekwerk met zeilen. De molen is ingericht met een koppel, 16der (140 cm doorsnede) kunststenen en een mengketel.
De molen wordt op de wind gekruid via een tandkrans met een elektromotor in de kap. Met de hand kon voorheen door twee man gekruid worden via gaffelwielen en tandkransen. Ook kan de molen vanaf de belt met de hand gekruid worden via een rondgaande kruiketting. Het kruiwerk bestaat uit een Engels kruiwerk.
De molen wordt gevangen (geremd) met een vlaamse vang met vangtrommel. De vangbalk is een oud voeghout, die waarschijnlijk afkomstig is uit de verdwenen Groene molen (Molen van Golstein) in Teuge.
De molen heeft een sleepluiwerk.
De begane grond wordt de hel genoemd. Hier is in 1974 een zuiggasmotor geplaatst, die afkomstig is uit de maalderij van Te Boekhorst in Wehl en daar een koppel maalstenen heeft aangedreven. Rond 1900 had de Buitenmolen zelf een zuiggasmotor.

## Overbrengingen
- De overbrengingsverhouding is 1 : 6,9.
- Het bovenwiel heeft 55 kammen en de bonkelaar 28 kammen. De koningsspil draait hierdoor 1,96 keer sneller dan de bovenas. De steek, de afstand tussen de staven, is 14 cm.
- Het spoorwiel heeft 116 kammen en het steenrondsel 33 staven. Het steenrondsel draait hierdoor 3,52 keer sneller dan de koningsspil en 6,9 keer sneller dan de bovenas. De steek is 9 cm.

## Fotogalerij

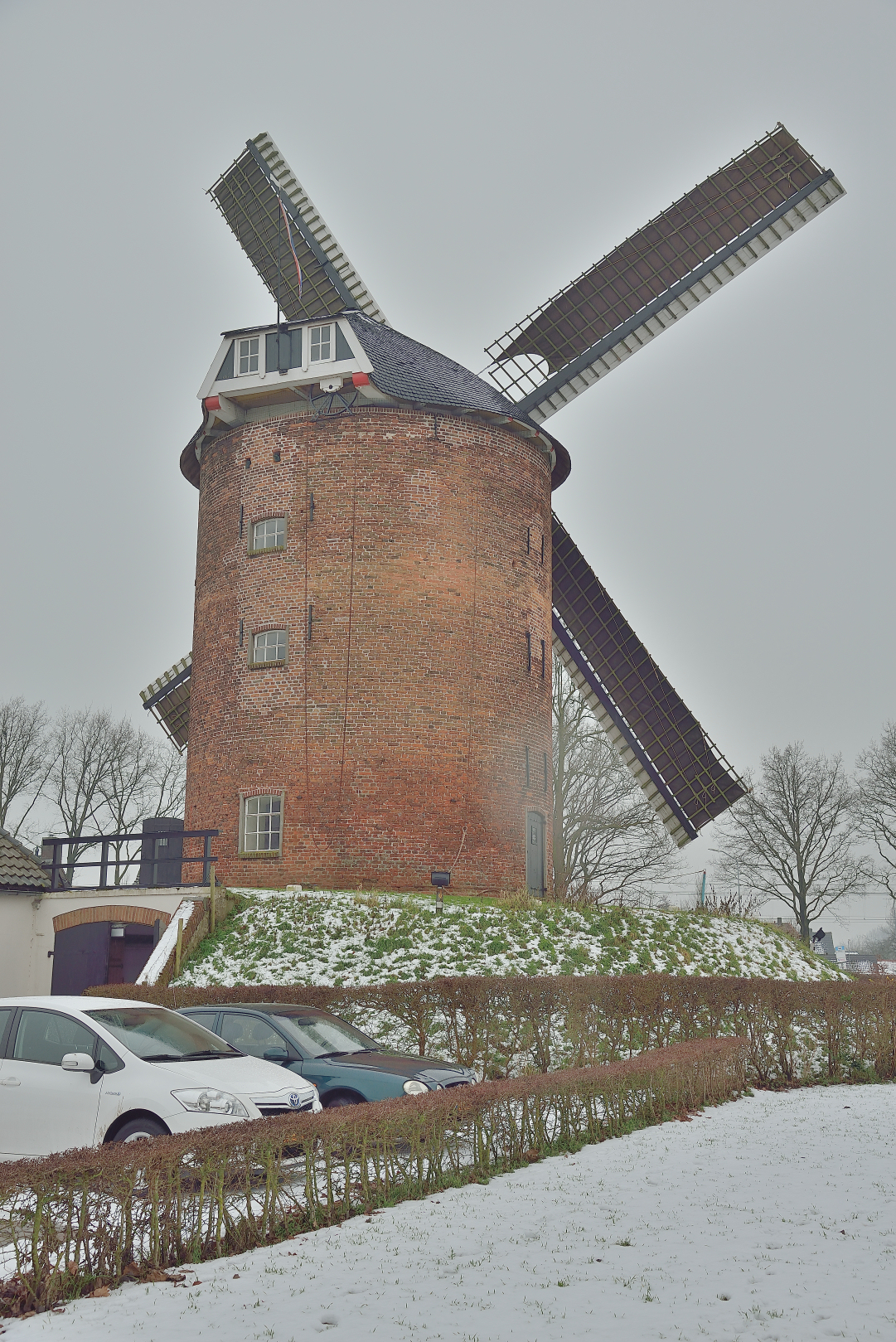
In plaats van de ramen aan deze kant van de molen zat aan de buitenkant de trap met de deuren naar de zolders. Bovenaan de romp ongeveer in het midden zit de dichtgemetselde schoorsteenopening.
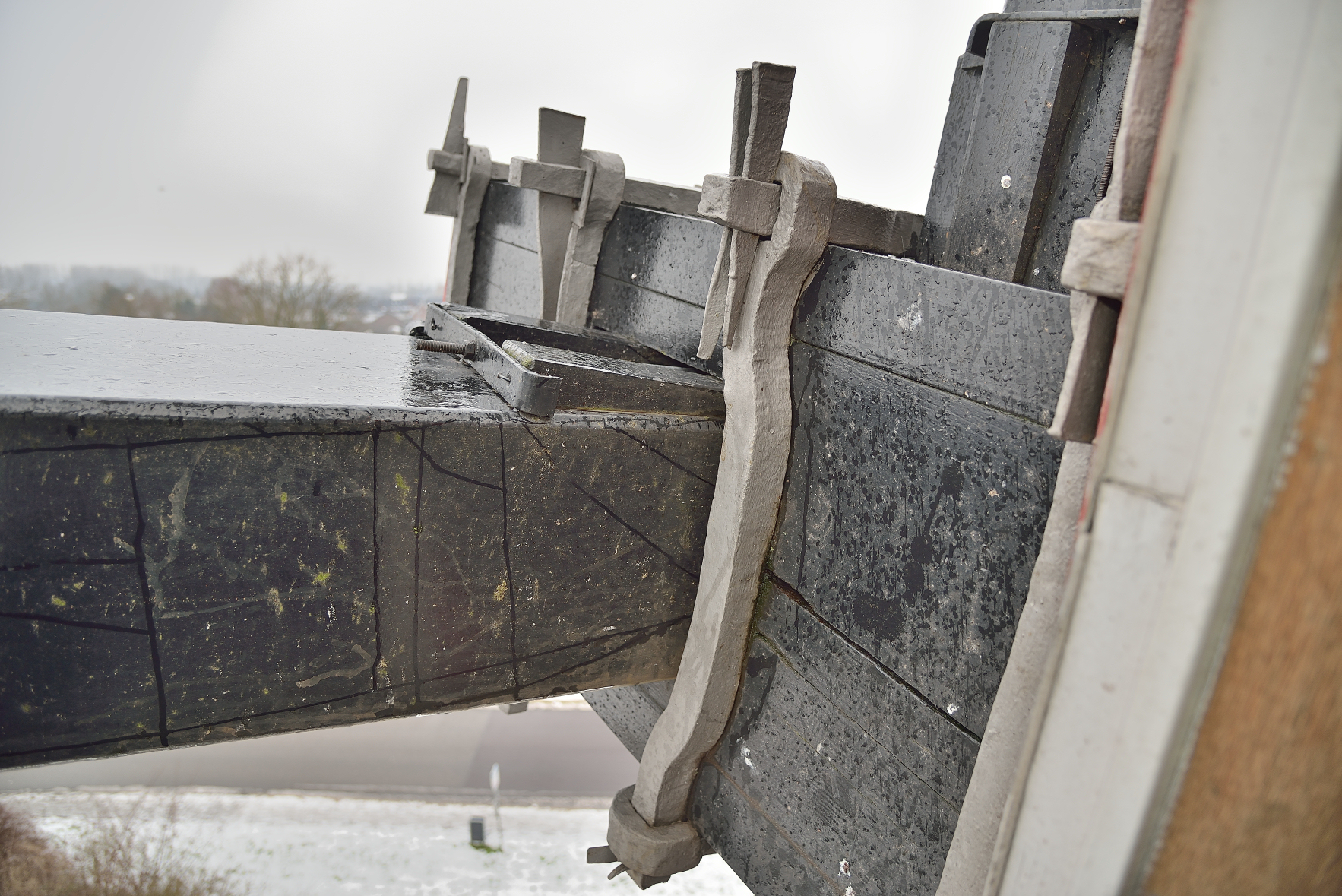
Askop houten bovenas
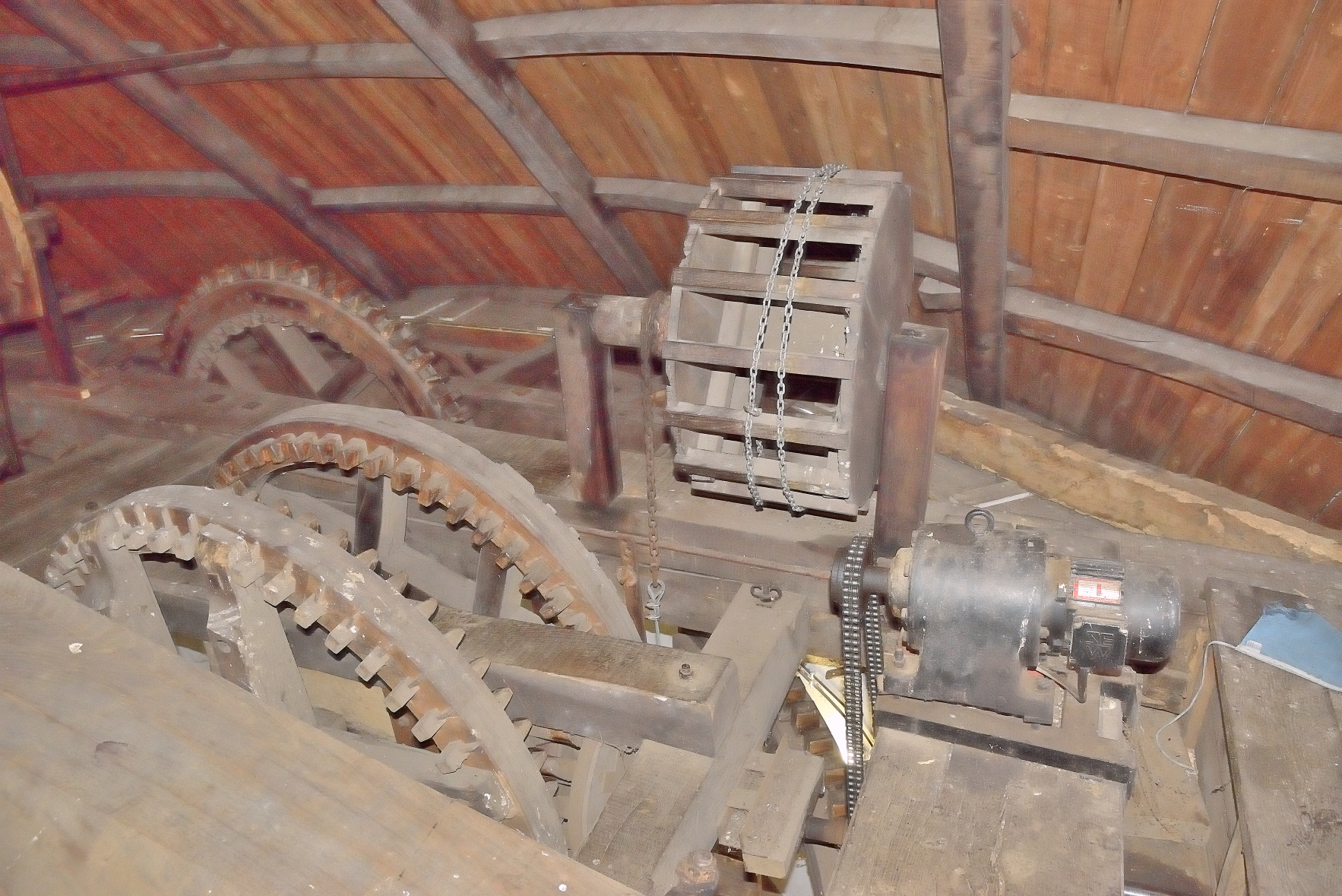
Elektromotor voor het kruien en vangtrommel
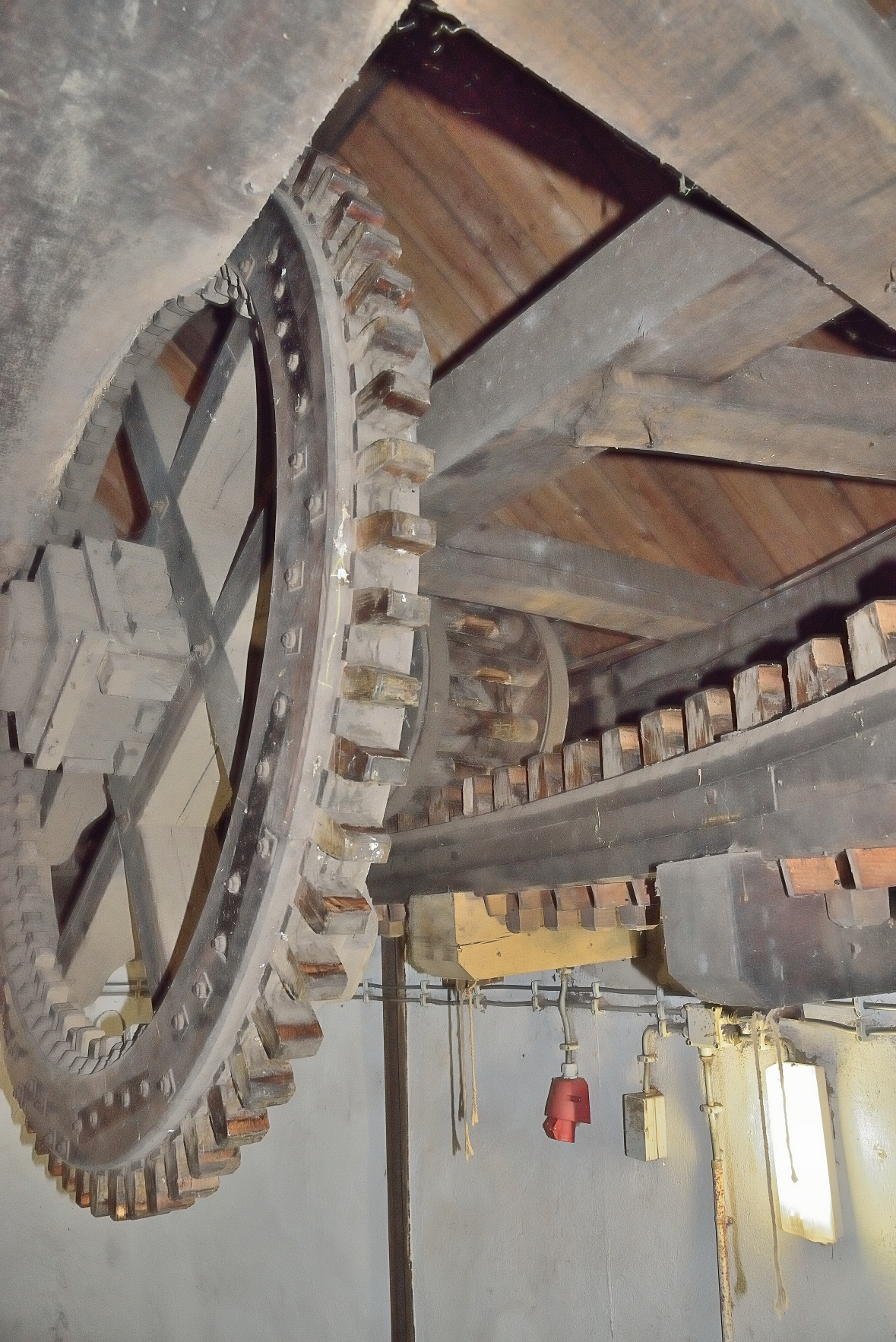
Kruiwerk met tandkrans
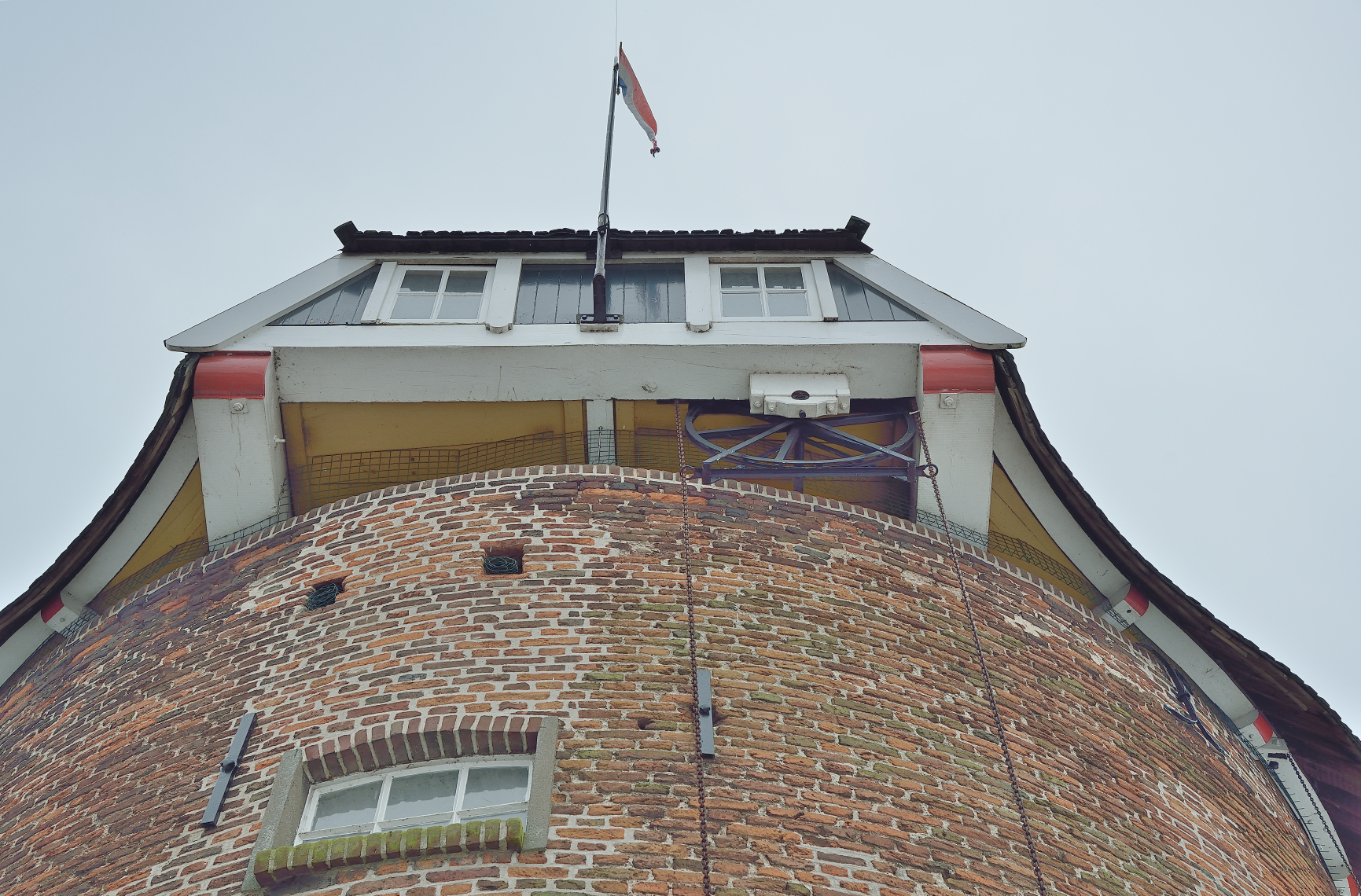
kruiwiel met kruiketting
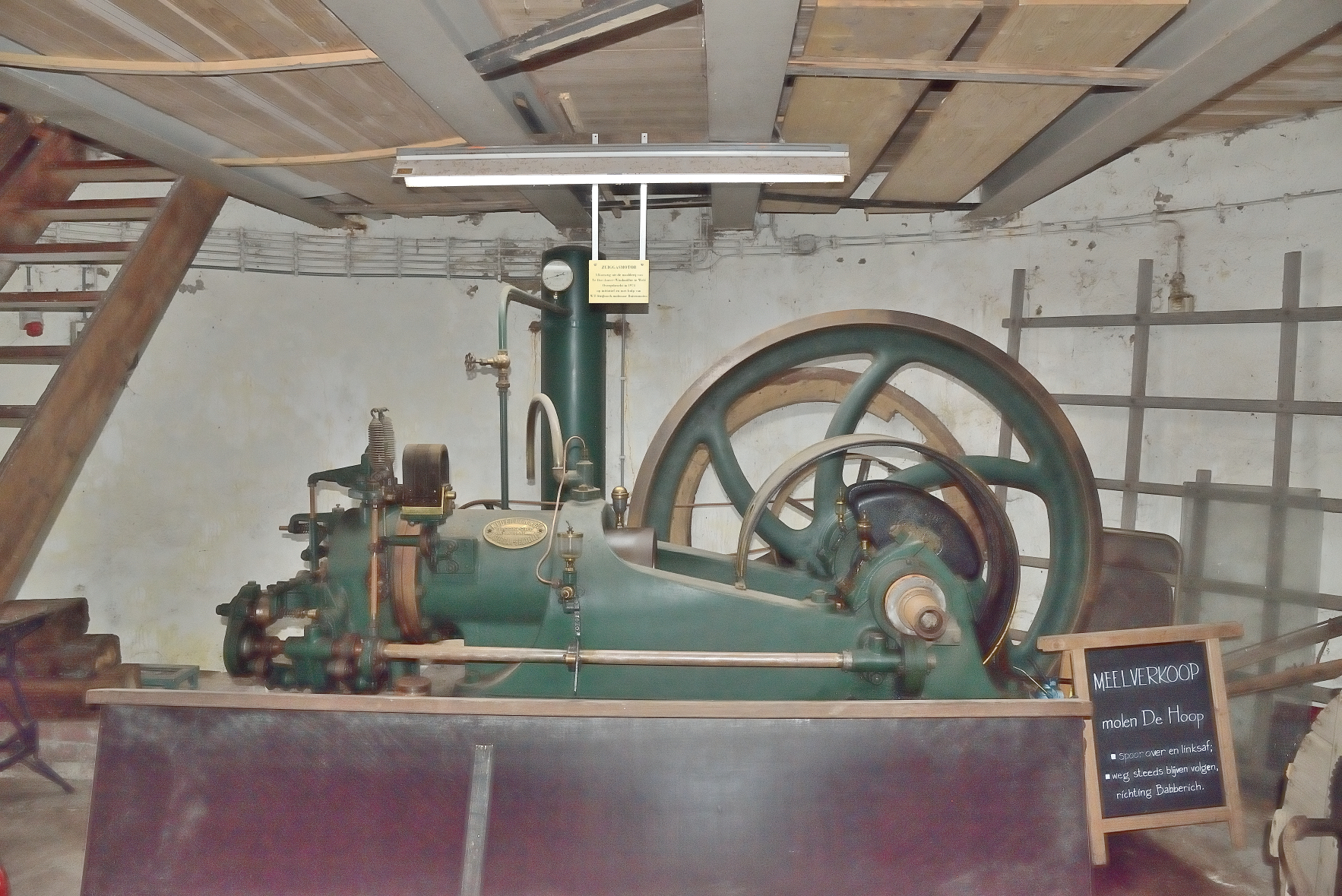
Zuiggasmotor